# Vejbystrand
Vejbystrand est une localité suédoise située dans la commune d'Ängelholm et la commune de Båstad en Scanie.
Sa population était de 2721 habitants en 2010.